# Palazzo De Marco
Palazzo De Marco è uno dei principali edifici storici di San Giovanni in Fiore. Ospita la sede del Sistema Bibliotecario Territoriale Silano, organo culturale gestore delle attività delle biblioteche di 7 comuni calabresi, ricadenti in territorio silano, e della biblioteca comunale della città.

## Descrizione
Restaurato nella seconda metà degli anni 1990, Palazzo De Marco è uno dei più importanti palazzi storici di San Giovanni in Fiore. Realizzato in prossimità dell'abside della chiesa di Santa Maria delle Grazie, lungo una dei più antichi tracciati stradali della cittadina florense, ha la particolarità dell'ingresso posto in posizione laterale ad una estremità dell'edificio, in una posizione sgombra da edifici frontali, e che rende architettonicamente, unico Palazzo De Marco, fra tutti i palazzi signorili della città. L'ingresso è imponente, composto da tre archi a tutto sesto. Il palazzo è composto da tre piani, completamente rifatti, dopo l'abbandono dello stesso negli anni '60, abbandono che ha provocato un rapido degrado dell'edificio, culminato con il crollo del tetto.

## Il Sistema Bibliotecario
Palazzo De Marco, dal 7 agosto del 2003, ospita la Biblioteca comunale di San Giovanni in Fiore, che prima di allora era dislocata in altri edifici comunali. L'attuale biblioteca è costituita da circa 20.000 volumi, spaziando lungo vari temi, con le sezioni specialistiche riguardanti la Sila e il territorio silano in generale. La biblioteca Comunale ospita anche l'archivio storico comunale. Palazzo De Marco è inoltre sede del "Sistema Bibliotecario Territoriale Silano", comprendente le biblioteche di 7 comuni delle province di Cosenza e di Crotone: San Giovanni in Fiore, Castelsilano, Caccuri, Cerenzia, Santa Severina, Savelli e Spezzano Piccolo. Il sistema ha lo scopo di garantire ad un ampio territorio, silano e pre-silano, l'accesso all'informazione e documentazione degli archivi di 7 biblioteche.